# Atrecus affinis
Atrecus affinis är en skalbaggsart som först beskrevs av Gustaf von Paykull 1789.  Atrecus affinis ingår i släktet Atrecus, och familjen kortvingar. Arten är reproducerande i Sverige.